# 電子新聞 (韓国の新聞)
電子新聞（でんししんぶん、전자신문、Electronic Times）は、 大韓民国の情報技術を扱った日刊新聞。